# Centro Cultural Managua
El Centro Cultural Managua es una institución cultural ubicada en el antiguo edificio del Palacio Municipal de la ciudad de Managua, Nicaragua. Se encuentra frente a la Plaza 22 de Agosto y muy cerca de la Antigua Catedral de Managua, en el corazón del casco histórico de la capital. Este espacio funciona como centro de exposiciones, actividades culturales, educativas y artísticas.

## Historia
El edificio donde actualmente se encuentra el Centro Cultural Managua fue la sede del antiguo Palacio Municipal de Managua, que funcionó como tal hasta el Terremoto de Managua de 1972. Posteriormente, quedó en abandono hasta que fue restaurado y adaptado como centro cultural en 1993 por iniciativa de la Alcaldía de Managua y el Instituto Nicaragüense de Cultura

## Actividades y funciones
El Centro Cultural Managua alberga exposiciones de arte contemporáneo y tradicional, conferencias, talleres, presentaciones de danza y teatro, así como eventos cívicos y educativos. También sirve como sede temporal para actividades impulsadas por universidades, colectivos culturales y embajadas. Su misión es fomentar la identidad cultural nicaragüense y facilitar el acceso del público a expresiones artísticas.

## Infraestructura
El centro conserva la arquitectura del antiguo edificio municipal con adecuaciones modernas. Cuenta con varias salas de exposición, auditorio, patio central y espacios adaptables para eventos masivos y presentaciones escénicas. Su ubicación estratégica lo convierte en un punto de encuentro cultural dentro del centro histórico de Managua

## Importancia cultural
El Centro Cultural Managua es considerado uno de los ejes clave en el proceso de rescate del patrimonio histórico de la ciudad. Desde su creación, ha contribuido a reactivar la vida cultural en el casco antiguo de la capital, funcionando como punto de encuentro entre artistas, intelectuales, estudiantes y turistas.